# 鈴木たね子
鈴木たね子（すずき たねこ、1926年11月12日- 2020年4月24日）は、日本の食品栄養学者。

## 略歴
東京出身。帝国女子医科薬科専門学校（現東邦大学）薬学部卒、1962年「魚肉鮮度の化学的判定方法に関する研究」で農学博士（九州大学）。農林水産省水産庁水産研究所生物化学部長、日本大学短期大学部生活環境学科教授、国際学院埼玉短期大学健康栄養学科教授。日本おさかなマイスター協会講師、日本水産学会名誉会員。
2020年4月24日大腸がんにより死去

## 著書
- 『魚の味 水産食品の科学』(共立科学ブックス)共立出版 1983
- 『かまぼこの驚くべき効用 毎日食べて健康になる』チクマ秀版社 1997
- 『猫も知りたい魚の味 水産食品を科学する』成山堂書店 2002
- 『かまぼこでぐんぐん健康になる本』キクロス出版 2004
- 『なぜ、魚は健康にいいと言われるのか?』成山堂書店 2013
- 『かまぼこをまいにち食べて健康になる』キクロス出版 2015
- 『お魚をまいにち食べて健康になる』キクロス出版 2017

### 共編著・監修
- 『全国・海の特産品めぐり その作り方と成分』菊地嶺共著 北斗書房 1984
- 『魚とつきあう健康法 現代海洋薬膳のすすめ』(健康双書) 大野智子共著 農山漁村文化協会 1997
- 『エビの栄養・イカの味・貝の生態 水産無脊椎動物の生物学・栄養・機能成分』(日大生物資源科学資料館双書)奥谷喬司共著 アボック社 2001
- 『おさかな栄養学』大野智子共著 成山堂書店 2004
- 『水産食品の表示と目利き 見極めのポイント』須山三千三共編著,佐々木康弘, 岡崎惠美子, 滝口明秀, 藤井建夫, 大房剛, 森光國, 和田正江共著 成山堂書店 2009
- 『かまぼこなんでもバイブル 総合情報誌』総監修 全国かまぼこ連合会 2010
- 『和食食材かまぼこの世界』辻雅司共著 農林統計出版 2014
- 『猫も知りたい干物の世界』大野智子共著 北斗書房 2016

## 論文
- <鈴木たね子